# Surkotada

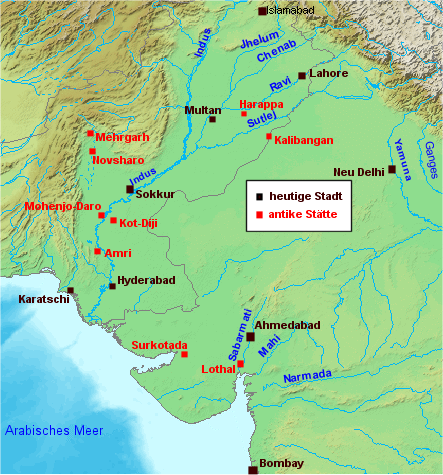
Lage Gujarats (Lothal und Surkotada) im Gebiet der Indus-Kultur

Surkotada ist eine archäologische Ausgrabungsstätte im Nordwesten Indiens im Bundesstaat Gujarat. Bei den 1971 bis 1972 ausgegrabenen Resten handelt sich um eine kleine Siedlung der Indus-Kultur.
Die auf einem fünf bis acht Meter hohen Hügel liegende Siedlung war von einer Mauer aus Bruchsteinen mit Türmen an den Ecken umgeben, wobei die Umwallung zwei Rechtecke umschloss (mit einer Trennmauer in der Mitte). Tore befanden sich im Süden. Die Mauer war in älterer Zeit etwa 7 m breit, später jedoch nur noch etwa 4 m. Der westliche Teil war der ältere, der später durch den östlichen Teil ergänzt wurde. Innerhalb des ummauerten Gebietes fanden sich Reste der Wohnbebauung, die aus unregelmäßig angelegten, rechteckigen Häusern bestand, die aus Lehmziegeln errichtet waren. Das Ziegelformat war mit 10 × 20 × 40 cm in allen Perioden der Besiedlung standardisiert. Es konnten drei verschiedene Besiedlungsperioden (I A, I B, I C) unterschieden werden, die von etwa 2400 bis 1600 v. Chr. datieren. Die Daten wurden durch C-14-Untersuchungen gestützt.
Zu den Funden gehört vor allem typische Indus-Kultur-Keramik, darunter zahlreiche bemalte Keramik. Des Weiteren wurden Steinwerkzeuge, Kupferobjekte, Perlen aus Steatit, Fayence und anderen Materialien sowie zahlreiche Armbänder aus Muschel und Ton ausgegraben. Im Vergleich zu Orten in Inneren des Landes kommen Muschelarmbänder recht häufig vor. Das Rohmaterial Muschel war in dieser Gegend also leichter zu beschaffen. Es fanden sich auch Reste von Tonfiguren, die Wagen mit einem Bullen darstellten. Spinnwirtel belegen, dass vor Ort gewebt wurde. Es fanden sich auch zwei dekorierte und beschriftete Siegel. Schriftzeichen der Indusschrift fanden sich auch auf diversen Scherben eingeritzt. Gewichte folgen den Gewichtsstandards, die auch von Harappa bekannt sind.
Tierknochenfunde belegen, dass vor allem Rinder gehalten wurden, daneben sind Knochen von Ziegen gut bezeugt. Ob es Reste von Pferdeknochen gab, ist umstritten.
Neben der Siedlung konnten auch Teile eines Friedhofes ausgegraben werden. Die vier Körperbestattungen fanden sich in einfachen Gruben, die vor allem Keramik als Beigaben enthielten.

## Weblink
- Surkotada auf harappa.com (mit Rekonstruktion)

Koordinaten: 23° 37′ 0″ N, 70° 50′ 0″ O